# Climacoptera ferganica
Climacoptera ferganica är en amarantväxtart som först beskrevs av Vasiliĭ Petrovich Drobow, och fick sitt nu gällande namn av Viktor Petrovitj Botjantsev. Climacoptera ferganica ingår i släktet Climacoptera, och familjen amarantväxter. Inga underarter finns listade i Catalogue of Life.